# Take Off Your Pants and Jacket
Take Off Your Pants and Jacket é o quarto álbum de estúdio da banda estadunidense Blink-182, lançado dia 12 de junho de 2001 pela gravadora MCA Records (no Brasil, foi distribuído pela Universal Music).
Segundo declarações do vocalista e guitarrista Tom DeLonge antes do lançamento de TOYPAJ (abreviação para o nome do álbum), esse seria o álbum mais punk que o grupo já lançara.

## Faixas[3][15]
Todas as canções foram escritas por Mark Hoppus, Tom DeLonge e Travis Barker.
1. "Anthem Part Two" ‡ – 3:48
2. "Online Songs" † – 2:25
3. "First Date" ‡ – 2:51
4. "Happy Holidays, You Bastard" † – 0:42
5. "Story of a Lonely Guy" ‡ – 3:39
6. "The Rock Show" † – 2:51
7. "Stay Together for the Kids" § – 3:59
8. "Roller Coaster" † – 2:47
9. "Reckless Abandon" ‡ – 3:06
10. "Everytime I Look for You" † – 3:05
11. "Give Me One Good Reason" ‡ – 3:18
12. "Shut Up" † – 3:20
13. "Please Take Me Home" ‡†  – 3:05

### Bônus

#### Versão Vermelha (Versão do Avião)
1. "Time to Break Up" ‡ – 3:05
2. "Mother's Day" † – 1:37

#### Versão Amarela (Versão das Calças)
1. "What Went Wrong" ‡ – 3:13
2. "Fuck a Dog" § –1:25

#### Versão Verde (Versão da Jaqueta)
1. "Don't Tell Me It's Over" ‡ – 2:34
2. "When You Fucked Grandpa" † – 1:39

† = Vocal líder de Mark Hoppus

‡ = Vocal líder de Tom DeLonge

§ = Vocal líder de ambos

## O álbum

### Descrição da capa
Sua capa é simples, de fundo preto e com o logo da banda no lado esquerdo. Na parte direita encontram-se 3 símbolos redondos que simbolizam o nome do álbum. 
- O primeiro, na parte superior, é vermelho e possui o desenho de um avião, simbolizando Take Off. Take off é uma expressão em inglês para decolagem (daí o avião);
- O segundo símbolo, no meio, é amarelo e possui o desenho de uma calça, simbolizando, logicamente, o pants do título (pants significa calças, em inglês);
- o terceiro e último símbolo na parte inferior é verde e possui uma jaqueta. Isso indica o final do título, jacket (jacket significa jaqueta, em inglês).

### Três versões diferentes (bônus)
Três versões alternativas (bônus) foram lançadas para o álbum, que ficaram conhecidas pela cor da figura que estampa sua capa: Red Version (Versão Vermelha), com o avião na capa; Yellow Version (Versão Amarela), com a calça na capa e, por fim, a Green Version (Versão Verde), com a jaqueta na capa.
O álbum originalmente contaria com 16 canções, mas antes do lançamento ficou decidido que ele sairia com apenas 13, e as outras 3 cortadas ("Time to Break Up", "Don't Tell Me It's Over" e "What Went Wrong") seriam distribuídas em 3 versões especiais, uma canção em cada versão. Após isso fizeram também 3 canções simples e gravadas aparentemente em apenas 1 canal, com apenas voz e violão, sendo elas "Mother's Day", "Fuck a Dog" e "When You Fucked Grandpa". Cada uma entrou em uma versão e assim ficaram as 3 versões a seguir, com 2 músicas cada uma:
- A versão vermelha possui as faixas "Time to Break Up" e "Mother's Day".
- A versão amarela possui as faixas "What Went Wrong" e "Fuck a Dog".
- A versão verde possui as faixas "Don't Tell Me It's Overe" e "Grandpa Is An Asshole".

Quando questionado se tal atitude seria simplesmente para gerar mais dinheiro, Tom DeLonge respondeu que a verdadeira finalidade das quatro versões (Uma comum e três especiais) era para amigos comprarem versões diferentes e poderem trocar entre si, algo como uma atitude de colecionador.

### Singles
Três singles foram lançados: "The Rock Show", "First Date" e "Stay Together for the Kids". A banda gravou quase que simultaneamente os videoclipes para "First Date" e "Stay Together for the Kids", mas decidiu não distribuir o videoclipe original de "Stay Together for the Kids", pois uma semana antes da data de lançamento aconteceram os atentados de 11 de Setembro e como o videoclipe possuía cenas de uma casa sendo destruída, foi decidido adiar o lançamento e refazer parte do videoclipe, transformado-o em uma versão mais light, que foi distribuída nos Estados Unidos pouco tempo depois. Logo após, em uma passagem pelo Canadá, o grupo gravou o videoclipe da canção "First Date", que foi lançado antes na Europa e na América Latina, também no final de 2001. Em janeiro e fevereiro de 2002, os papéis foram invertidos, "First Date" foi lançado nos Estados Unidos e "Stay Together for the Kids" foi lançado na Europa e América Latina.

### Créditos

#### Banda
- Tom Delonge – Vocal e guitarra
- Mark Hoppus – Vocal e baixo
- Travis Barker – Bateria

#### Outros músicos envolvidos
- Robert Joesph Manning Jr. – Teclado